# كاتي جيرلدس
كاتي جيرلدس (بالإنجليزية: Katie Gearlds)‏ مواليد 26 أكتوبر 1984 في إنديانا، هي لاعبة كرة سلة أمريكية سابقة. تم اختيارها من قبل فريق سياتل ستورم خلال الدرافت ولعبت معه في الاتحاد الوطني لكرة السلة النسائية. يبلغ طولها 6 قدم 1 بوصة (1.9 م).

## روابط خارجية
- كاتي جيرلدس على موقع الاتحاد الوطني لكرة السلة النسائية (الإنجليزية)
- كاتي جيرلدس على موقع كرة السلة الأوروبية.كوم (الإنجليزية)
- كاتي جيرلدس على موقع كلية كرة السلة في سبورتس رفرنس.كوم (الإنجليزية)
- كاتي جيرلدس على موقع بروبوليرز (الإنجليزية)
- كاتي جيرلدس على موقع سبورتس رفرنس (الإنجليزية)
- كاتي جيرلدس على موقع كلية كرة السلة في سبورتس رفرنس.كوم (الإنجليزية)